# 줌 (소프트웨어)

2014년 로고

줌 미팅(Zoom Meetings, 간단히 줌/Zoom 또는 zoom)은 줌 비디오 커뮤니케이션이 개발한 사유 화상 통화 소프트웨어 프로그램이다. 무료 플랜은 최대 100명의 동시 참여자수 및 40분 시간 제한을 허용한다. 사용자에게는 유료 플랜 구독을 통해 업그레이드하는 옵션이 있다. 가장 높은 플랜은 최대 1,000명의 동시 미팅 참여자에 최대 30시간 유지를 지원한다.
코로나19 범유행 기간 중 원격 근무, 원격 교육, 온라인 온라인 관계 수립을 위한 줌 사용량이 크게 늘어났다. 이로 인해 줌은 2020년 477,300,000건의 다운로드 수를 기록하며 5번째로 많이 다운로드되는 모바일 앱이 되었다.

## 역사
줌은 2011년에 처음 설립되었다. 본사는 캘리포니아주 샌호제이에 위치해 있으며, 줌은 유럽, 아시아, 오스트레일리아에 여러 오피스를 두고 있다. 최대 15명의 화상 대화 참가자를 제공하는 줌의 베타 버전이 2012년 8월 21일 출시되었다. 2013년 1월 25일, 콘퍼런스 당 최대 25명까지 지원이 증가된 버전 1.0 프로그램이 출시되었다. 첫 달 끝날 즈음 줌의 사용자는 400,000명이었으며 2013년 5월 100만 이상으로 증가하였다. 코로나19 팬더믹 시작 이후 2020년 2월 줌은 22,210,000명의 사용자를 보유하게 되었고 기업 주가는 35퍼센트 상승하였다. 2020년 3월, 줌 앱은 21,310,000차례 다운로드되었다. 2020년 4월, 줌은 일일 미팅 참가자 수가 300,000,000명 이상이 되었다.
2020년 8월 24일, 줌은 서비스 복구까지 수시간 동안 중단을 경험했다.